# Kei car

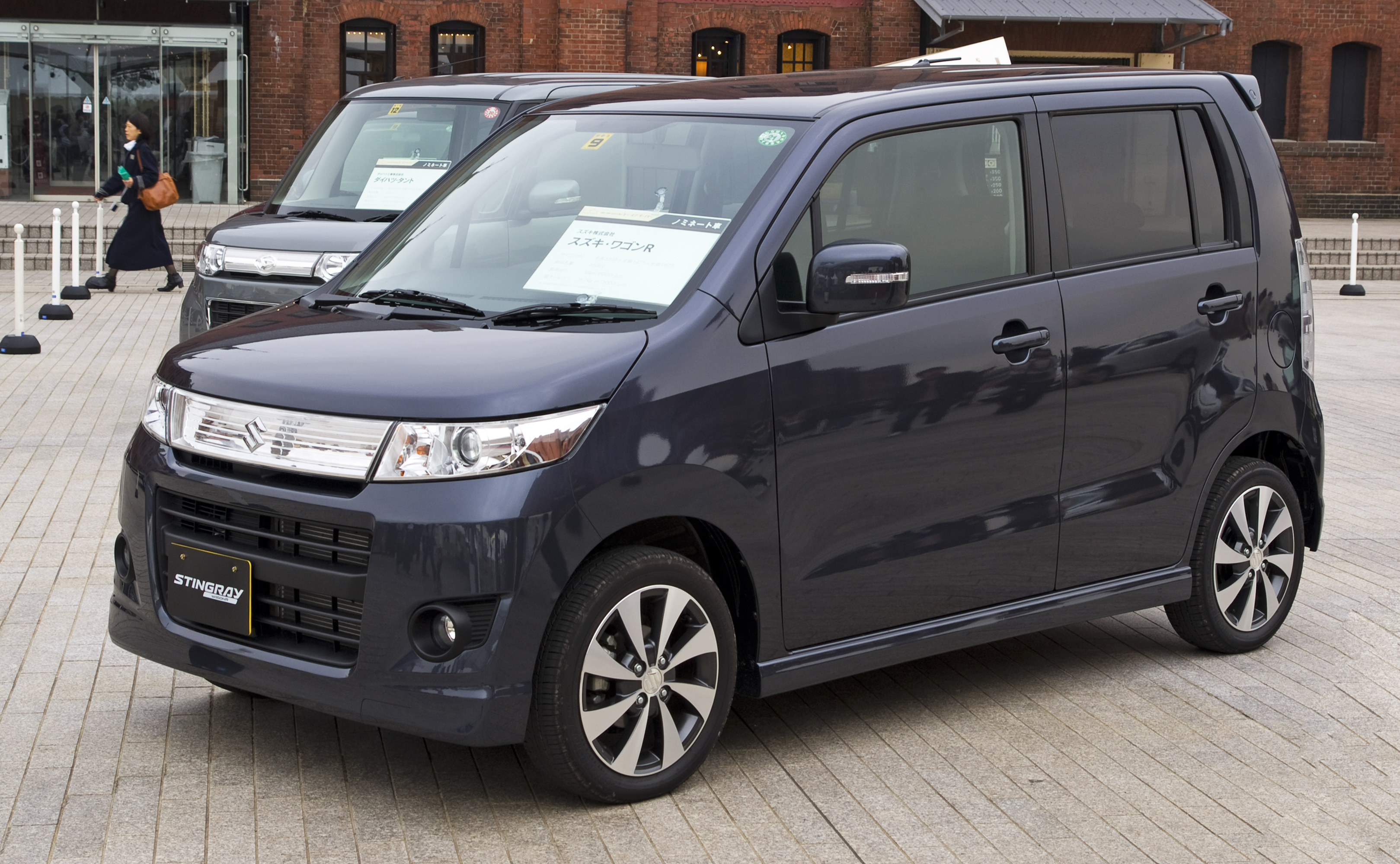
De Suzuki Wagon R, de best verkochte kei car sinds 2003.

Kei car of keijidōsha [keːdʑidoːɕa] (軽自動車, letterlijk: licht voertuig) is een Japanse variant van de dwergauto. Door middel van vastgelegde maximale afmetingen en vermogen levert de kei car belastings- en verzekeringsvoordeel op aan de eigenaren. De eerste wetgeving omtrent deze kleine wagens ontstond in 1949, waardoor een groter deel van de bevolking zich een auto kon veroorloven. Op zijn beurt zorgde de introductie van de kei car voor een bevordering van de Japanse auto-industrie. In 2013 was 40% van de nieuw verkochte auto's in Japan een kei car.

## Geschiedenis van de wetgeving
| Datum            | Maximale lengte | Maximale breedte | Maximale hoogte | Maximale cilinderinhoud | Maximale cilinderinhoud | Maximaal vermogen |
| Datum            | Maximale lengte | Maximale breedte | Maximale hoogte | 4-takt                  | 2-takt                  | Maximaal vermogen |
| ---------------- | --------------- | ---------------- | --------------- | ----------------------- | ----------------------- | ----------------- |
| 8 juli 1949      | 2,8 m           | 1 m              | 2 m             | 150cc                   | 100cc                   | Geen criteria     |
| 26 juli 1950     | 3 m             | 1,3 m            | 2 m             | 300cc                   | 200cc                   | Geen criteria     |
| 16 augustus 1951 | 3 m             | 1,3 m            | 2 m             | 360cc                   | 240cc                   | Geen criteria     |
| 4 april 1955     | 3 m             | 1,3 m            | 2 m             | 360cc                   | 360cc                   | Geen criteria     |
| 1 januari 1976   | 3,2 m           | 1,4 m            | 2 m             | 550cc                   | 550cc                   | Geen criteria     |
| 1 maart 1990     | 3,3 m           | 1,4 m            | 2 m             | 660cc                   | 660cc                   | 47kW (63pk)       |
| 1 oktober 1998   | 3,4 m           | 1,48 m           | 2 m             | 660cc                   | 660cc                   | 47kW (63pk)       |

## Belastingsvoordelen
- Belasting op het voertuig
  - De belasting op het voertuig bedraagt 3% van de aankoopprijs, tegenover 5% voor een normale wagen.
- Belasting op het gewicht van het voertuig
  - Deze belasting bedraagt voor een periode van 3 en 2 jaar respectievelijk ¥13.200 en ¥8.800. Voor een normale wagen bedragen deze respectievelijk ¥18.900 en ¥12.600.
- (Verplichte) aansprakelijkheidsverzekering
  - Voor een periode van 24 maanden bedraagt deze verzekering gemiddeld ¥18.980, tegenover een gemiddelde van ¥22.470 voor een normale wagen.
- Wegenbelasting
  - Gebaseerd op de cilinderinhoud.

## Producenten
Bijna alle kei cars worden geproduceerd door Japanse merken, hoewel sommige in het buitenland worden geassembleerd. Ondanks pogingen van enkele buitenlandse merken om actief te zijn op de markt is nog geen enkele van hen er in geslaagd om een vaste waarde te worden in dit segment. Producenten van de kei car zijn onder meer:
- Daihatsu
- Honda
- Mazda
- Mitsubishi
- Subaru
- Suzuki
- Toyota